# Escudo de Mocorito

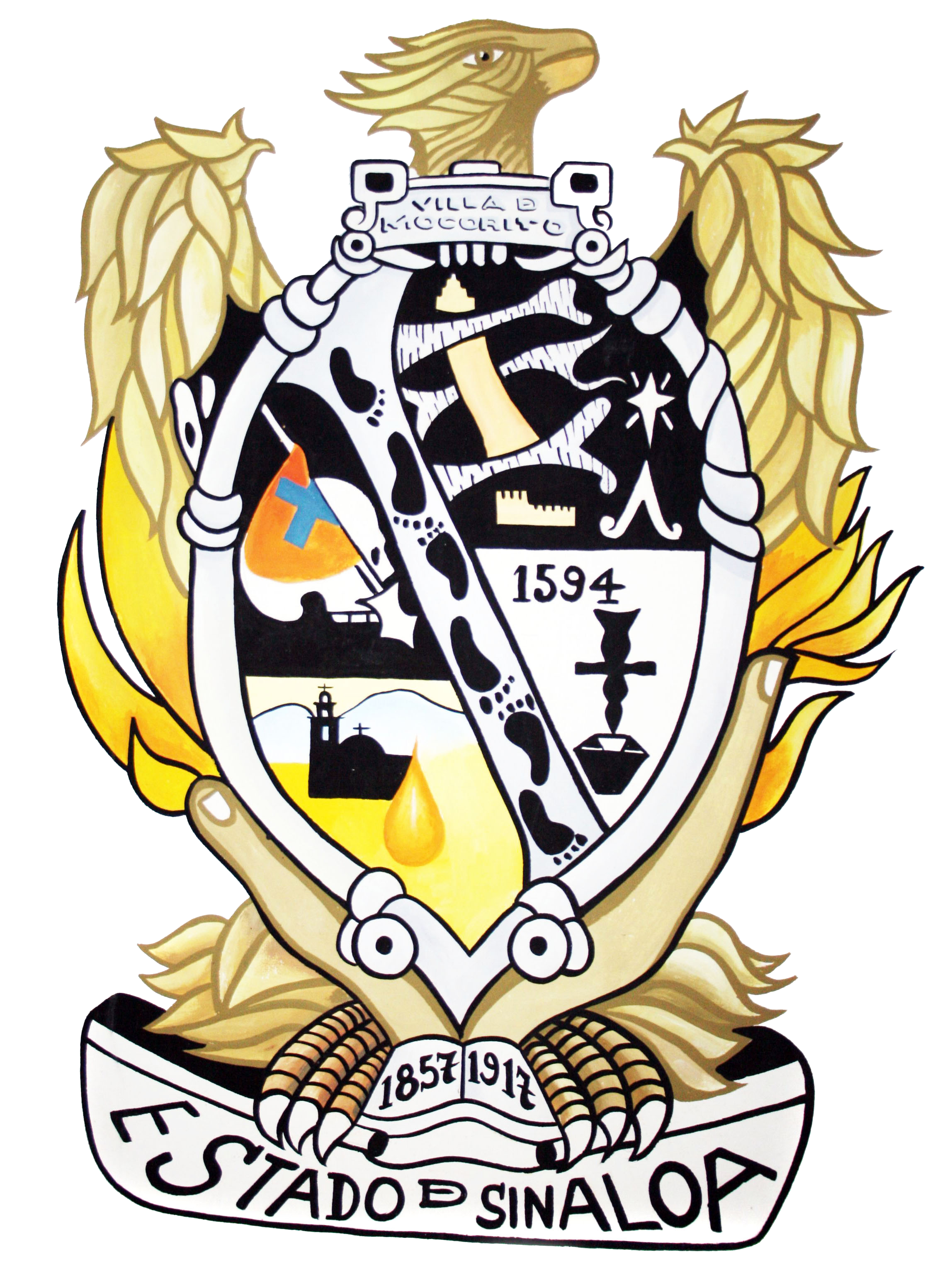

El escudo de armas del municipio de Mocorito, en el estado de Sinaloa (México), fue diseñado por el pintor y muralista Miguel Ángel Velázquez Tracy, tiene una forma oval, dividido en forma diagonal y cuenta con cuatro cuarteles, con el marco simulando que es de piedra. Dentro de la franja diagonal se observan huellas orientadas de noroeste y sureste con mayor frecuencia y de sureste a noreste con menor; esto significa la peregrinación nahoa que diera la población a Sinaloa y al municipio.
En el cuartel superior izquierdo se observa un sable que da significancia a la oscuridad de la prehistoria.
El cuartel superior derecho tiene un esmalte morado que representa la aurora de la historia de Mocorito. En color naranja se ve una edificación, representando a la ciudad de Culiacán.
El cuartel inferior derecho cuenta con un fondo color plata y una ermita con la fecha de 1594, simbolizando la fundación de la misión de Mocorito.
El cuartel inferior izquierdo tiene fondo color oro que representa la historia colonial, la iglesia en la actualidad y sobre ésta una gota proviniendo de un cerro y simbolizando la explotación del oro.
El águila que se encuentra tras el escudo significa los movimientos de la patria sosteniendo un pendón con las palabras "Estado de Sinaloa", el libro abierto con las fechas de 1857-1917 las constituciones.
- Datos: Q6431167